# Barfußpark Beelitz-Heilstätten
| Ort             | Beelitz-Heilstätten, Brandenburg, Deutschland                            |
| Eröffnung       | 6. Juni 2017                                                             |
| Geschäftsführer | Thomas Müller-Braun                                                      |
| Besucher        | 116.000 im Jahr 2021 416.000 seit der Eröffnung (Stand: 4. Oktober 2021) |
| Fläche          | 15 Hektar                                                                |
| Website         | https://derbarfusspark.de/                                               |

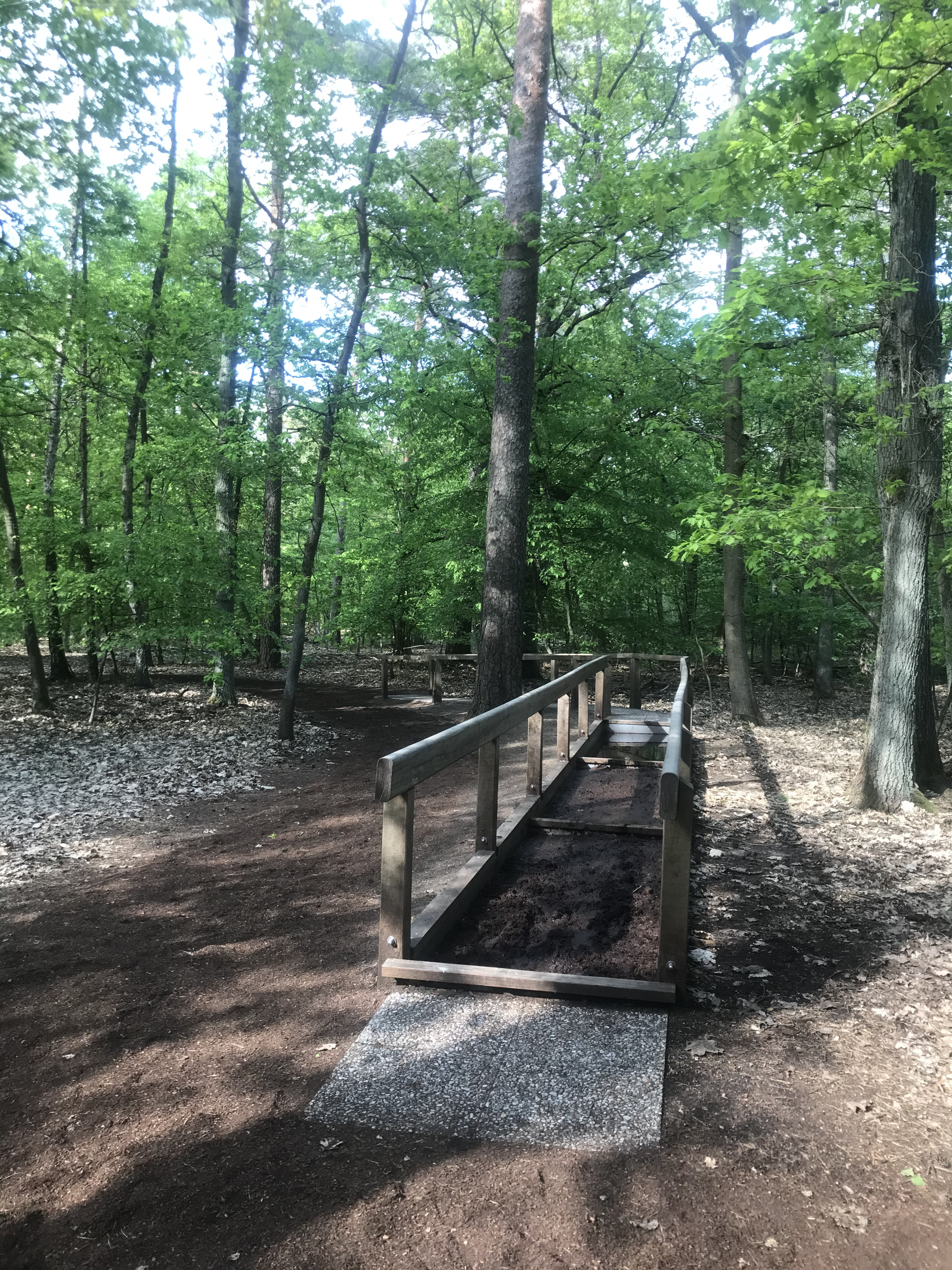
Station im Barfußpark

Der Barfußpark Beelitz-Heilstätten ist ein Barfußpark im Gemeindeteil Beelitz-Heilstätten der Stadt Beelitz im brandenburgischen Landkreis Potsdam-Mittelmark.

## Beschreibung
Der im Jahr 2017 gegründete und saisonal geöffnete Park liegt 50 km südwestlich der Bundeshauptstadt Berlin und 20 km südwestlich von Brandenburgs Hauptstadt Potsdam. Auf einer Fläche von 15 Hektar erstreckt sich das Parkgelände über Laub-, Nadel- und Birkenwälder. Damit ist er der einzige Barfußpark im Großraum Berlin-Brandenburg und gleichzeitig der größte Naturerlebnispark Brandenburgs. Er verfügt über ein verzweigtes Wegenetz, in dem insgesamt vier Barfußpfade miteinander kombiniert werden können. Der Park ist barrierefrei zugänglich und bietet daher auch für Menschen mit Beeinträchtigung ein vielseitiges Angebot.

## Ausstattung
Auf dem weitläufigen, naturnahen Gelände werden, seit der Eröffnung am 6. Juni 2017, 68 Stationen über eine Strecke von 3,6 km angeboten. Die Strecke enthält Stationen, bei denen unter anderem über Kieselsteine, Bucheckern und Tannenzapfen gelaufen werden kann. Das Erlebnisareal umfasst neben dem eigentlichen Barfußpfad auch einen Wildkräutergarten, zwei Cafés sowie Spielplätze mit einem Trampolin und einer Riesenschaukel. In dem Erlebnispark befinden sich zusätzlich mehrere Picknick- sowie Gruppensammelplätze. Durch Tast- und Riechkästen, Labyrinthe, Balancierbalken und Geschicklichkeitsspiele werden mehrere Sinne angesprochen.
Im Park finden regelmäßig Führungen statt und es werden weitere Stationen integriert. Im Jahr 2020 wurde eine neue Route eröffnet, die besonders das Thema Achtsamkeit und Entschleunigung in den Vordergrund stellt. Darüber hinaus bietet der Barfußpark Beelitz-Heilstätten verschiedene Mottotage für Familien, Gruppen und Schulklassen an.

## Anreise
Der Barfußpark Beelitz-Heilstätten liegt in unmittelbarer Nähe zum Baumkronenpfad. Westlich des Parks befindet sich die Bundesautobahn A9 mit der Abfahrt Beelitz-Heilstätten. Der nächstgelegene Bahnhof ist in etwa einem Kilometer Entfernung der Bahnhof Beelitz-Heilstätten. Mit dem Fahrrad ist der Park über den Europaradweg 1 zu erreichen. Stellplätze für Fahrräder, Pkw, Wohnmobile und Reisebusse stehen zur Verfügung.

## Entstehung der Stationen in Zusammenarbeit mit der Stiftung Mensch
Viele Stationen des Parks wurden in Zusammenarbeit mit der Tischlereiwerkstatt der Stiftung Mensch in Meldorf hergestellt. An der Erstellung waren 41 Menschen mit Handicaps beteiligt, die bereits für die Erstellung von Stationen für den Barfußpark in Egestorf in Niedersachsen zuständig waren. Zum Bau wurden nachhaltige Materialien verwendet, wie Eiche und Lärche, einzelne Holzelemente wurden aus Windbrüchen genommen. Zu den von der Stiftung Mensch gebauten Stationen gehören die Hängebrücke sowie ein fünf Meter hoher Aussichtsturm.
|  |  |